# Библиография Владимира Набокова

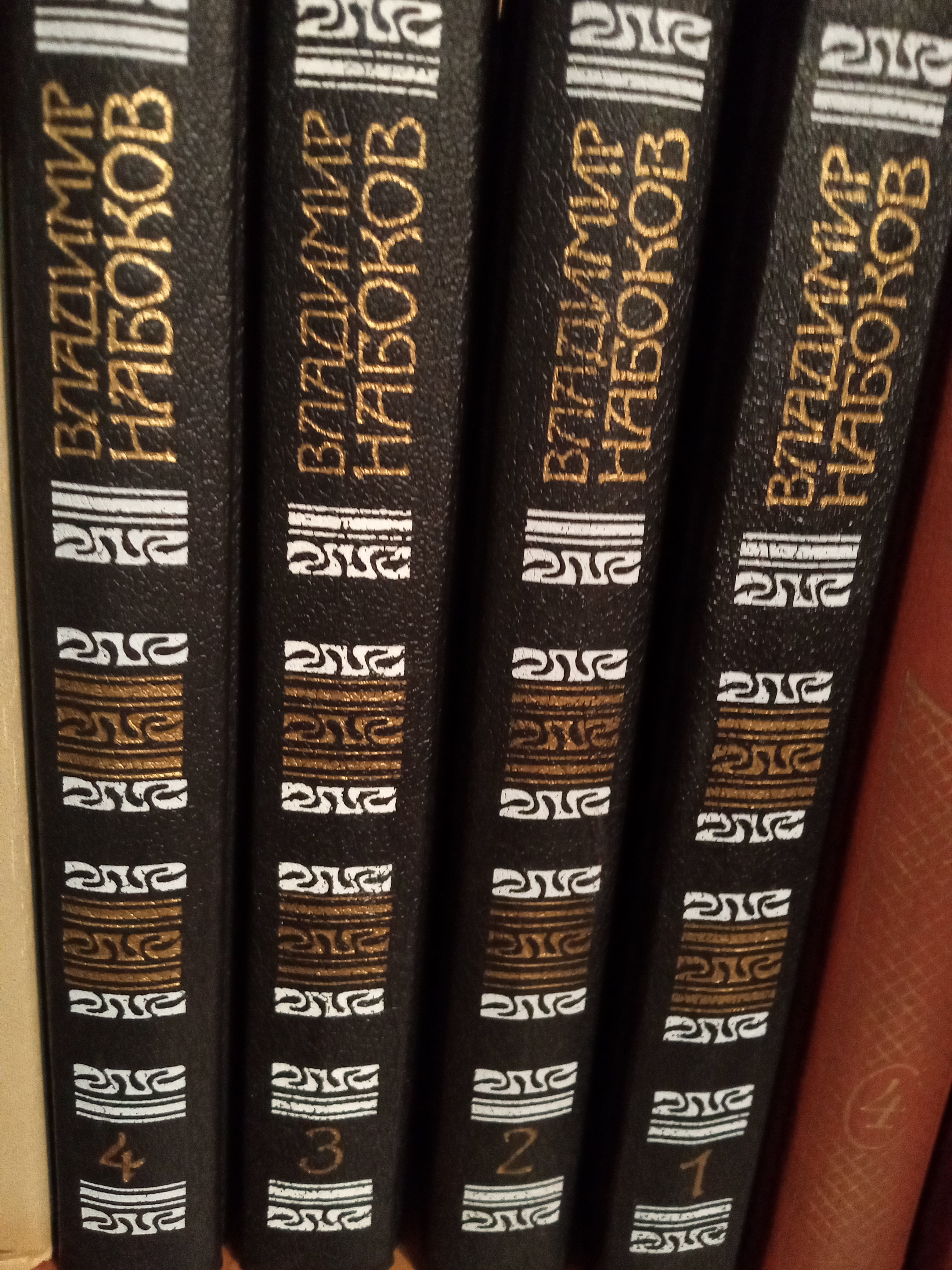
Четырехтомное собрание русскоязычной прозы Набокова.

Статья содержит полную библиографию Владимира Набокова.

## Романы
1. «Машенька» (1926)
2. «Король, дама, валет» (1928)
3. «Защита Лужина» (1930)
4. «Подвиг» (1932)
5. «Камера обскура» (1933)
6. «Отчаяние» (1934)
7. «Приглашение на казнь» (1936)
8. «Дар» (1938)
9. «Истинная жизнь Себастьяна Найта» (англ. The Real Life of Sebastian Knight) (1941)
10. «Под знаком незаконнорождённых» (англ. Bend Sinister) (1947)
11. «Лолита» (англ. Lolita) (1955)
12. «Пнин» (англ. Pnin) (1957)
13. «Бледный огонь» (англ. Pale Fire) (1962)
14. «Ада, или Эротиада: Семейная хроника» (англ. Ada or Ardor: A Family Chronicle) (1969)
15. «Прозрачные вещи» (англ. Transparent Things) (1972)
16. «Смотри на арлекинов!» (англ. Look at the Harlequins!) (1974)
17. «Лаура и её оригинал» (англ. The Original of Laura) (1975—1977, опубликован посмертно в 2009)

## Повести
- «Соглядатай» (1930)
- «Волшебник» (1939, опубликовано посмертно в 1986)

## Рассказы
- Возвращение Чорба (1929)
  - Возвращение Чорба
  - Порт
  - Звонок
  - Письмо в Россию
  - Сказка
  - Рождество
  - Гроза
  - Бахман
  - Путеводитель по Берлину
  - Подлец
  - Пассажир
  - Катастрофа
  - Благость
  - Картофельный Эльф
  - Ужас
- Соглядатай (1938)
  - Соглядатай
  - Обида
  - Лебеда
  - Terra incognita
  - Встреча
  - Хват
  - Занятой человек
  - Музыка
  - Пильграм
  - Совершенство
  - Случай из жизни
  - Красавица
  - Оповещение
- Nine Stories (1947)
  - Мадемуазель О. (1936)
- Весна в Фиальте (1956)
  - Весна в Фиальте
  - Круг
  - Королёк
  - Тяжёлый дым
  - Памяти Л. И. Шигаева
  - Посещение музея
  - Набор
  - Лик
  - Истребление тиранов
  - Василий Шишков
  - Адмиралтейская игла
  - Облако, озеро, башня
  - Уста к устам
  - Ultima Thule
- Nabokov's Dozen (1958)
  - Знаки и символы (1948)
- Nabokov’s Quartet (1966)
- Nabokov’s Congeries (1968)
- A Russian Beauty and Other Stories (1973)
- Tyrants Destroyed and Other Stories (1975)
- Details of a Sunset and Other Stories (1976)
- The Stories of Vladimir Nabokov[англ.] (полное собрание рассказов, 1995)
- Cloud, Castle, Lake (2005)
- Полное собрание рассказов (2013)

Рассказы, не вошедшие в прижизненные сборники
- Нежить (1921)
- Слово (1923)
- Удар крыла (1924)
- Месть (1924)
- Случайность (1924)
- Драка (1924)
- Венецианка (1924)
- Пасхальный дождь (1925)

## Драматургия
- «Скитальцы» (1921)
- «Смерть» (1923)
- «Дедушка» (1923)
- «Агасфер» (1923)
- «Полюс» (1924)
- «Трагедия господина Морна» (1924)
- «Человек из СССР» (1927)
- «Событие» (1938)
- «Изобретение Вальса» (1938)
- «Русалка»
- «Лолита» (1974), (киносценарий)

## Поэзия
- Стихи (1916). Шестьдесят восемь стихотворений на русском языке.
- Альманах: Два пути (1918). Двенадцать стихотворений на русском языке.
- Гроздь (1922). Тридцать шесть стихотворений на русском языке (под псевдонимом В. Сирин).
- Горний путь (1923). Сто двадцать восемь стихотворений на русском языке (под псевдонимом В. Сирин).
- Возвращение Чорба (1929). Двадцать четыре стихотворения на русском языке (под псевдонимом В. Сирин).
- Стихотворения 1929—1951 (1952). Пятнадцать стихотворений на русском языке.
- Poems (1959)
- Poems and Problems (1969)
- Стихи (1979). Двести двадцать два стихотворения на русском языке

## Документальная

### Литературоведение
- Николай Гоголь (англ. Nikolai Gogol) (1944)
- Notes on Prosody (1963)
- Лекции по зарубежной литературе (англ. Lectures on Literature) (1980) [пер. с англ.; предисловие А. Битова] Москва: «Независимая газета», 1998, 512 с. ISBN 5-86712-042-2
- Lectures on Ulysses (1980)
- Лекции по русской литературе: Чехов, Достоевский, Гоголь, Горький, Толстой, Тургенев (англ. Lectures on Russian Literature) (1981), [Перевод с английского и французского; Предисловие И. Толстого], Москва: «Независимая газета», 1996, 438 с. ISBN 5-86712-025-2
- Лекции о Дон Кихоте (англ. Lectures on Don Quixote) (1983) [перевод с англ. М. Дадяна], Москва: «Независимая газета», 2002. 335 с.

### Автобиографии
- «Curtain-Raiser» (1949)
- «Убедительное доказательство» (англ. Conclusive Evidence: A Memoir) (1951)
- «Другие берега» (1954)
- «Память, говори» (англ. Speak, Memory: An Autobiography Revisited) (1967)

### Письма, интервью, критические статьи
- «Strong Opinions. Interviews, reviews, letters to editors.» N.Y.: McGraw-Hill, (1973), перевод, дополненный статьями и интервью, не вошедшими в первоначальное издание, — «Набоков о Набокове и прочем. Интервью, рецензии, эссе». Составитель Николай Мельников. Москва: Независимая Газета, (2002). 704 с. ISBN 5-86712-134-8
- «The Nabokov-Wilson Letters. Letters between Nabokov and Edmund Wilson» (1979), второе дополненное издание «Dear Bunny, Dear Volodya: The Nabokov-Wilson Letters, 1940—1971.» (2001)
- «Переписка с сестрой» (1984)

## Переводы
- «Николка Персик». (фр. Colas Breugnon) (1922)
- «Аня в Стране чудес». (англ.  Alice's Adventures in Wonderland) (1923)
- «Пьяный корабль». (фр. Le bateau ivre) (1928)
- Three Russian Poets. (Selections from Pushkin, Lermontov and Tyutchev in New Translations by Vladimir Nabokov) (1944)
- «A Hero of Our Time» (1958)
- «The Song of Igor’s Campaign. An Epic of the Twelfth Century» (1960)
- «Eugene Onegin» (1964)
- «Verses and Versions: Three Centuries of Russian Poetry Selected and Translated by Vladimir Nabokov» (2008)